# Уряд Малі
Уряд Малі — вищий орган виконавчої влади Малі.

## Голова уряду
- Прем'єр-міністр — Модібо Кейта (англ. Modibo Keita).

## Кабінет міністрів
Склад чинного уряду подано станом на 6 вересня 2016 року.
| Логотип | Міністерство                                                                            | Міністр                                                         | Фото | Час на посаді | Час на посаді | Партія | Партія | Вебсайт — |
| ------- | --------------------------------------------------------------------------------------- | --------------------------------------------------------------- | ---- | ------------- | ------------- | ------ | ------ | --------- |
|         | Міністерство внутрішніх справ і цивільної оборони                                       | генерал Саліф Траоре (Salif Traore)                             |      |               |               |        |        |           |
|         | Міністерство гірничої промисловості                                                     | Тіємоко Сангаре (Tiemoko Sangare)                               |      |               |               |        |        |           |
|         | Міністерство державної власності, земель і активів                                      | Мохамед Алі Батілі (Mohamed Aly Bathily)                        |      |               |               |        |        |           |
|         | Міністерство екології, санітарії та стійкого розвитку                                   | Айда Кейта Мбо (Aida Keita M'Bo)                                |      |               |               |        |        |           |
|         | Міністерство економіки і фінансів                                                       | Бубу Кіссе (Boubou Cisse)                                       |      |               |               |        |        |           |
|         | Міністерство енергетики і водних ресурсів                                               | Малік Алхуссейні (Malick Alhousseini)                           |      |               |               |        |        |           |
|         | Міністерство зайнятості та професійної освіти                                           | Махамане Бебі (Mahamane Baby)                                   |      |               |               |        |        |           |
|         | Міністерство землевпорядкування та народонаселення                                      | Самбел Бана Діалло (Sambel Bana Diallo)                         |      |               |               |        |        |           |
|         | Міністерство закордонних справ, міжнародного співробітництва та африканської інтеграції | Абдулає Діоп (Abdoulaye Diop)                                   |      |               |               |        |        |           |
|         | Міністерство культури                                                                   | Ндіає Раматулая Діалло (N'diaye Ramatoulaya Diallo)             |      |               |               |        |        |           |
|         | Міністерство малійської діаспори                                                        | Абдурахман Сілла (Abdourahmane Sylla)                           |      |               |               |        |        |           |
|         | Міністерство молоді та громадянства                                                     | Амаду Койта (Amadou Koita)                                      |      |               |               |        |        |           |
|         | Міністерство національного примирення                                                   | Мохамед аль-Моктар (Mohamed el-Moctar)                          |      |               |               |        |        |           |
|         | Міністерство національної єдності та гуманітарних акцій                                 | Амаду Конате (Hamadou Konate)                                   |      |               |               |        |        |           |
|         | Міністерство техніки, транспорту та сполучення                                          | Сейнабу Діоп Траоре (Seynabou Diop Traore)                      |      |               |               |        |        |           |
|         | Міністерство оборони і ветеранів                                                        | Абдулає Ідрісса Майга (Abdoulaye Idrissa Maiga)                 |      |               |               |        |        |           |
|         | Міністерство освіти                                                                     | Кенекуо діт Бартельмі Того (Kenekouo dit Barthelemy Togo)       |      |               |               |        |        |           |
|         | Міністерство освіти і науки                                                             | Ассету Фоуне Самаке Міган (Assetou Foune Samake Migan)          |      |               |               |        |        |           |
|         | Міністерство охорони здоров'я та громадської гігієни                                    | Марі Маделін Того (Marie Madeleine Togo)                        |      |               |               |        |        |           |
|         | Міністерство праці та державної служби                                                  | Діарра Ракі Талла (Diarra Raky Talla)                           |      |               |               |        |        |           |
|         | Міністерство ремісництва та туризму                                                     | Ніна Валет Інталлу (Nina Walet Intallou)                        |      |               |               |        |        |           |
|         | Міністерство розвитку інвестицій та приватного сектора                                  | Конімба Сідібе (Konimba Sidibe)                                 |      |               |               |        |        |           |
|         | Міністерство скотарства і риболовлі                                                     | Нанго Дембеле (Nango Dembele)                                   |      |               |               |        |        |           |
|         | Міністерство спорту                                                                     | Хуссейні Аміон Гуїндо (Housseini Amion Guindo)                  |      |               |               |        |        |           |
|         | Міністерство сільського господарства                                                    | Кассум Денон (Kassoum Denon)                                    |      |               |               |        |        |           |
|         | Міністерство територіального управління та децентралізації                              | Мохамед Аг Ерлаф (Mohamed Ag Erlaf)                             |      |               |               |        |        |           |
|         | Міністерство торгівлі                                                                   | Абдель Карім Конате (Abdel Karim Konate)                        |      |               |               |        |        |           |
|         | Міністерство у справах жінок, дітей і сім'ї                                             | Сангаре Уму Ба (Sangare Oumou Ba)                               |      |               |               |        |        |           |
|         | Міністерство у справах релігії та богослужіння                                          | Т'єрно Амаду Омар Хасс Діалло (Thierno Amadou Omar Hass Diallo) |      |               |               |        |        |           |
|         | Міністерство урбанізму і житла                                                          | Усман Коне (Ousmane Kone)                                       |      |               |               |        |        |           |
|         | Міністерство цифрової економіки, інформації та зв'язку                                  | Мунтага Талл (Mountaga Tall)                                    |      |               |               |        |        |           |
|         | Міністерство юстиції та прав людини                                                     | Мамаду Ісаїла Конате (Mamadou Ismaila Konate)                   |      |               |               |        |        |           |